# Joseph Serret

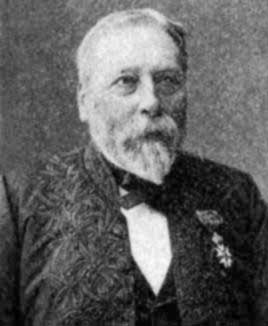

Joseph Alfred Serret (Parijs, 30 augustus 1819 - Versailles, 2 maart 1885) was een Frans wiskundige.

## Leven en werken
Serret studeerde aan de École Polytechnique in Parijs, waar hij in 1840 zijn studie succesvol afsloot. Vanaf 1848 werd hij daar examinator bij de toelatingsexamen. In 1861 werd hij hoogleraar in de hemelmechanica aan het Collège de France benoemd. In 1863 werd hij hoogleraar analyse aan de Sorbonne. In 1873 werd hij benoemd aan het Bureau des longitudes.
Serret wordt vandaag de dag nog herinnerd door zijn werk op het gebied van de differentiaalmeetkunde, met name voor de mede naar hem genoemde Frenet-Serret formules voor ruimtekrommen. Hij werkte ook op het gebied van de getaltheorie, analyse en de mechanica. Serret gaf de werken van Joseph-Louis Lagrange opnieuw uit.
In de 19e eeuw was Serret bovendien bekend door zijn algebra leerboek Cours d'algèbre supérieure (2 banden, Gauthier Villars, 1877, 1879).

## Boeken door Serret
- (fr)  Verhandeling over de trigonometrie (Gautier-Villars, 1880)
- (fr)  Cours d'algèbre supérieure. Tome I (Hogere algebra cursus - deel 1) (Gauthier-Villars, 1877)
- (fr)  Cours d'algèbre supérieure. Tome II (Hogere algebra cursus - deel 2) (Gauthier-Villars, 1879)